# Kredyt samochodowy
Kredyt samochodowy – rodzaj kredytu bankowego udzielany przez bank lub inną instytucję upoważnioną, przeznaczony na zakup pojazdu – najczęściej samochodu, zarówno nowego, jak i używanego.
Według definicji GUS jest to kredyt przeznaczony na zakup nowego lub używanego środka transportu, który posiada ważny dowód rejestracyjny. Zabezpieczeniem jest cesja zapisana w dowodzie rejestracyjnym.
Zabezpieczeniem kredytu, jest zwykle pojazd na którego zakup udzielono kredytu. Zwykle kredytodawca zapisuje w umowie kredytowej również obowiązek zapewnienia przez cały okres kredytowania polisy autocasco na kredytowany pojazd wraz z cesją praw do ewentualnego odszkodowania na udzielającą kredytu instytucję.